# JFS
JFS je moderní 64bitový, žurnálovací souborový systém vyvinutý firmou IBM, šířený pod licencí GPL. Vznikl začátkem 90. let a byl konstruován zejména pro využití na serverech. Tudíž největší důraz je kladen na propustnost a spolehlivost.

## Výhody
- žurnálování pro rychlou obnovu dat při pádu systému;
- extendy, díky nímž je umožněna rychlejší práce filesystému, který produkuje efektivní a malé struktury pro mapování souborů;
- různé velikosti bloků o velikostech 512, 1024, 2048, 4096 bytů; to umožní optimalizovat výkon;
- organizace adresářů, kde je na výběr mezi malými adresáři (8 položek a méně — jejich obsah je uložen v i-uzlu příslušného adresáře) a velkými (nad 8 položek — obsah tříděný do balancovaného stromu setříděného dle jména, který poskytuje mimořádně rychlý přístup)
- dynamické alokování i-uzlů; JFS dynamicky alokuje místo pro i-uzly dle potřeby, což uvolňuje prostor, který již není nutné mít obsazený; vše povede k zamezení rezervování fixního místa na disku pro i-uzly v průběhu vytvoření filesystému;
- podpora řídkých souborů (tj. soubor, který v jedné či více oblastech nemá přidělená data)

## Nevýhody
Není podporován na médiích menších než 16 MB.